# Jingning (Pingliang)
Der Kreis Jingning (chinesisch 静宁县, Pinyin Jìngníng Xiàn) gehört zum Verwaltungsgebiet der bezirksfreien Stadt Pingliang in der chinesischen Provinz Gansu. Er hat eine Fläche von 2.194 km² und zählt 426.700 Einwohner (Stand: Ende 2018). Sein Hauptort ist die Großgemeinde Chengguan 城关镇.